# Moca antiquata
Moca antiquata är en fjärilsart som beskrevs av Edward Meyrick 1913. Moca antiquata ingår i släktet Moca och familjen Immidae. Inga underarter finns listade i Catalogue of Life.